# Hunt Sales
Hunt Sales (2 de marzo de 1954) es un baterista estadounidense, reconocido por su trabajo con Todd Rundgren, su hermano Tony Fox Sales, Iggy Pop y Tin Machine con David Bowie. Hunt es hijo del comediante Soupy Sales. Tiene dos hijas, Cali Sales (nacida en 1990) y Sugar Sales (nacida en 2007).

## Discografía

### Con Todd Rundgren
- Runt (1970)
- Runt: The Ballad of Todd Rundgren (1971)

### Con Paris
- Big Towne, 2061 (1976)

### Con Iggy Pop
- Kill City (1977)
- Lust For Life (1977)
- TV Eye Live 1977 (1978)

### Con Tender Fury
- Garden of Evil (1990)

### Con Tin Machine
- Tin Machine (1989)
- Tin Machine II (1991)
- Tin Machine Live: Oy Vey, Baby (1992)